# Витковский, Максим
Макси́м Витко́вский (латыш. Maksims Vitkovskis; 16 января 1989, Лиепая) — латвийский футболист, вратарь клуба «Гулбене».

## Биография
Максим Витковский является воспитанником лиепайского «Металлурга», также выступал за дублирующий состав клуба. В начале 2010 года он присоединился к литовскому клубу «Мажейкяй».
По окончании сезона Максим Витковский вернулся на родину, а в начале 2011 года он присоединился к «Юрмале». В составе «Юрмалы» он дебютировал 17 августа 2011 года в игре с «Вентспилсом».